# 尼古拉·格拉涅里
尼古拉·格拉涅里（義大利語：Nicola Granieri，1942年7月3日—2006年12月28日），意大利前男子击剑运动员。他曾代表意大利参加1964年、1968年、1972年和1976年夏季奥林匹克运动会击剑比赛，均未能获得奖牌。